# La Vieille Taupe (editorial)

La Vieille Taupe es una editorial y una revista (además de una librería por un breve tiempo) de temática negacionista fundada por Pierre Guillaume en Francia, en 1979.
Su nombre proviene de una librería de ultraizquierda, de la cual Guillaume fue miembro.

## Historia
En 1979, Pierre Guillaume reeditó Le Mensonge d'Ulysse del negacionista Paul Rassinier, y tomó el nombre de La Vieille Taupe para la ocasión, aunque esta nueva editorial sólo tenía el nombre en común con el movimiento de los años 1960. De hecho, Pierre Guillaume apoya a Robert Faurisson. Después de la publicación en abril de 1980 del panfleto negacionista de Serge Thion, ¿Verdad histórica o verdad política? El expediente del caso Faurisson, la cuestión de las cámaras de gas,
“Está claro […] que La Vieille Taupe funciona como un pequeño grupo por derecho propio, enteramente dedicado a la negación del Holocausto, cuyos principales protagonistas son Pierre Guillaume, Serge Thion, Jacob Assous, Denis Authier, Gabriel Cohn-Bendit, Maurice di Scuillo, Jean-Luc Redlinski, Gabor Tamàs Rittersporn"
Varios miembros de La Vieille Taupe original, solicitados por Pierre Guillaume, marcaron sus distancias con esta orientación negacionista. Este es particularmente el caso de Bernard Ferry y Jacques Baynac. Este último publicó el 26 de octubre de 1980 en Liberation una primera columna colectiva co-firmada por otros exmiembros de La Vieille Taupe o más en general de la “ultraizquierda”: titulada “La gangrène”, denuncia esta deriva “revisionista”. Jacques Baynac publicó posteriormente muchos otros textos oponiéndose a Pierre Guillaume, como en diciembre de 1980 en Le Monde donde recordó que "Con la excepción del Sr. Pierre Guillaume [...], ninguno de los fundadores y 'pilares' de este grupo informal [...] respalda la actual Vieille Taupe. "

## La librería
En 1990, Pierre Guillaume reabrió una librería en el número 12 de la rue d'Ulm, que ofrecía tanto obras negacionistas como otros textos. Su aislamiento tras el abandono por parte de los activistas a principios de los 80, la escasa concurrencia de la librería, las dificultades económicas y algunas manifestaciones hostiles llevaron a su cierre en 1991.

## La revista
A partir de 1995, Pierre Guillaume publicó una revista La Vieille Taupe, con una publicación muy irregular. El segundo número, que salió en diciembre de 1995, es un texto de Roger Garaudy, “Mitos fundadores de la política israelí” con un contenido negacionista que acaba causando revuelo, trayendo a esta nueva Vieille Taupe, un inesperado aliento mediático y financiero.
La aprobación de la ley Gayssot y la condena de Pierre Guillaume por toda la extrema izquierda han reducido considerablemente sus actividades desde entonces.